# Al Hakam II.
Al Hakam II. (arabsko الحكم الثاني ابن عبد الرحمن‎, DIN al-Ḥakam II ibn Abd al-Raḥmān III, špansko Alhakén II) je bil drugi kalif arabskega kalifata Al Andaluz  na Iberskem polotoku v sedanji Španiji, ki je vladal od leta 961 do 976, * 13. januar 915, † 16. oktober  976.
Bil je sin kalifa Abd Al Rahmana III. in njegove žene Murdžan.

## Življenjepis

### Prva leta vladanja
Al Hakam II. je nasledil kalifat po smrti svojega očeta leta 961. S krščanskimi kraljestvi na severu Iberije je sklenil mir in stabilnost države izkoristil za razvoj znanosti in notranje reforme.

## Pokrovitelj znanosti
Bil je zelo dobro podučen v številnih vedah. Kupoval je knjige iz Damaska, Bagdada, Konstantinopla, Kaira, Meke, Medine, Kufe in Basre. Položaj mecena znanosti mu je po vsem muslimanskem svetu prinesel tako veliko slavo, da so mu v Iraku posvečali celo knjige. Med svoji vladanjem je dal v arabščino prevesti veliko latinskih in grških del. V ta namen je ustanovil mešano skupino islamiziranih domačih prebivalcev – muladijev in iberskih kristjanov – mozarabov.
Imel je ogromno zasebno knjižnico, za katero nekateri viri trdijo, da je imela več kot 600.000 knjig. Podatek je verjetno točen, saj je samo katalog knjižnice obsegal 44 knjig. Al Hakama je še posebej zanimala zgodovina in je napisal zgodovino Al Andaluza. Po njegovi  smrti je Al Mansur, regent za njegovega mladoletnega sina, velik del njegove knjižnice antičnih del uničil. 
Al Hakamova osebna tajnica je bila matematičarka Labana, ki je bila "dobro podkovana v eksaktnih znanostih in je reševala tudi najbolj  zapletene geometrijske in algebrske probleme". Na njegovem dvoru je deloval tudi slavni zdravnik, znanstvenik in kirurg Abu Al Kasim Al Zahrav, bolj zan kot Albulkasis.

### Gradbena dela
Med njegovim vladanjem je bila v letih 962–966 razširjena Velika mošeja v Córdobi (Mezquita), leta 976 pa je bila dokončana gradnja palačnega mesta Medina Azahara, ki ga je leta 936 začel graditi njegov oče Abd Al Rahman III..

### Vojskovanje v severni Afriki
Al Hakam je v krščanskih državah Navarri, Kastiliji in Leonu na severu Iberskega polotoka vzdrževal trden mir. Notranjo upravo države je prepuščal berberskemu vezirju Al Mušafiju, vojsko pa  njenemu poveljniku, generalu Galibu. Galib se je ukvarjal predvsem z odbijanjem napadov Normanov (966, 971) in boji z Ziridi in Fatimidi v severnem Maroku. Fatimide je leta 974 porazil in jih pregnal iz Maroka.

### Osebno življenje
Al Hakam je bil homoseksualec in je imel izključno moški harem. Ko je njegova homoseksualnost postala problematična zaradi nasledstva, so mu našli konkubino Sobejo, ki se je oblačila kot moški in dobila moško ime Džafar. Z njo je imel sina Hišama, ki ga je leta 976 nasledil na kordovskem prestolu. 

### Smrt in nasledstvo
Proti koncu življenja je Al Hakama zadela kap, zato je moral omejiti svoje dejavnosti. Bolezen je bila verjetno tudi vzrok, da svojega sina ni ustrezno pripravil za prevzem oblasti. Sodobni znanstveniki na podlagi zgodovinskih opisov njegove smrti domnevajo, da ga je, morda zaradi hladnega vremena, zadela cerebrovaskularna kap, zaradi katere je oktobra 976 umrl. Nasledil ga je sin Hišam II. Al Muajad, ki je bil star komaj 11 let, zato je v njegovem imenu vladal veliki vezir Al Mansur Ibn Abi Amir, bolj znan kot Almanzor.